# Classe Kagero
La classe Kagero (陽炎型駆逐艦?, Kagerōgata kuchikukan), meno nota con la designazione di Type A  (甲型?, Kō-gata), era costituita da diciannove cacciatorpediniere di squadra e appartenne alla Marina imperiale giapponese.
Organizzati in quattro divisioni e mezza, rappresentarono il nerbo del naviglio sottile che accompagnò le formazioni da battaglia giapponesi nella prima fase della guerra in Estremo Oriente. Pensati per i combattimenti di superficie, bene armati e attrezzati per operare anche di notte, furono protagonisti delle battaglie navali dal Mare di Giava (febbraio 1942) a Vella Lavella (ottobre 1943), infliggendo dure sconfitte alla United States Navy. Erano spesso posti a protezione delle portaerei e furono anche massicciamente utilizzati per trasportare rapidamente truppe dapprima a Guadalcanal (durante la difficile campagna sull'isola) e poi anche in Nuova Guinea e tra le isole Salomone: ciò spiega l'alto tasso di usura e di perdite della classe che, già nell'estate 1943, contava una mezza dozzina di esemplari perduti. I restanti furono dotati di più armi contraeree anche a discapito dell'artiglieria principale, moltiplicarono i sistemi per contrastare i molto attivi sommergibili statunitensi ed ebbero la priorità nell'installazione di radar. I Kagero continuarono a servire in prima linea affiancati dalla classe Yugumo, quasi identica, e parteciparono in massa alla battaglia del Golfo di Leyte (23-26 ottobre 1944). Le ultime unità ancora a galla rientrarono in Giappone e costituirono la scorta per la nave da battaglia Yamato durante la suicida operazione Ten-Go (6-7 aprile). Al momento della capitolazione giapponese l'unico superstite della classe era lo Yukikaze, veterano di gran parte delle più importanti battaglie sul fronte del Pacifico. Passò alla Marina nazionalista cinese nel 1947, che lo mantenne in servizio sino al 1966 prima di avviarlo alla demolizione.

## Progetto
Dopo aver sottoscritto il trattato navale di Londra del 1930, l'Impero giapponese dovette applicare limiti severi al tonnellaggio dei propri cacciatorpediniere di squadra, sospendendo la fabbricazione delle classi Tipo speciale  (特型?, Tokugata) – cioè navi con sei pezzi d'artiglieria in torretta, un importante armamento silurante e un dislocamento vicino o superiore alle 2 000 tonnellate. Lo stato maggiore generale della Marina imperiale volle comunque mantenere la dotazione offensiva su scafi più piccoli e, così, la classe Hatsuharu e la classe Shiratsuyu non furono del tutto soddisfacenti. A metà anni trenta fu approvata la classe Asashio che non rispettava il trattato e che fu un successo; nel frattempo il Giappone era stato espulso dalla Società delle Nazioni e aveva dichiarato unilateralmente l'abbandono dei trattati. Lo stato maggiore navale ne approfittò per richiedere un'altra classe di cacciatorpediniere senza restrizioni di sorta, una sorta di Tipo speciale migliorato che, infatti, ebbe la denominazione "Type A"  (甲型?, Kō-gata).
La classe fu progettata nel 1936 con il nome Kagero, tenendo a mente le lezioni apprese con gli Asashio e prendendone il meglio. Rispetto ai predecessori incrementò un poco il pescaggio e la larghezza massima per ottenere un'ottima stabilità, oltre a rifiniture minime allo scafo e alle sovrastrutture. Furono previsti macchinari e propulsori di nuova generazione con un marginale aumento della potenza totale; le armi di bordo tornarono a essere quelle preferite dallo stato maggiore, ossia cannoni da 127 mm e impianti lanciasiluri da 610 mm, tipici dei cacciatorpediniere giapponesi di allora. Esternamente quasi indistinguibili dagli Asashio, i Kagero erano superiori a qualsiasi progetto contemporaneo della categoria. La predominanza qualitativa era, peraltro, uno dei concetti portanti della strategia e della tattica degli alti comandi della Marina imperiale, consci che l'avversario più probabile sarebbero stati gli Stati Uniti d'America con il loro cospicuo potenziale industriale.

## Caratteristiche tecniche

### Scafo e dotazioni

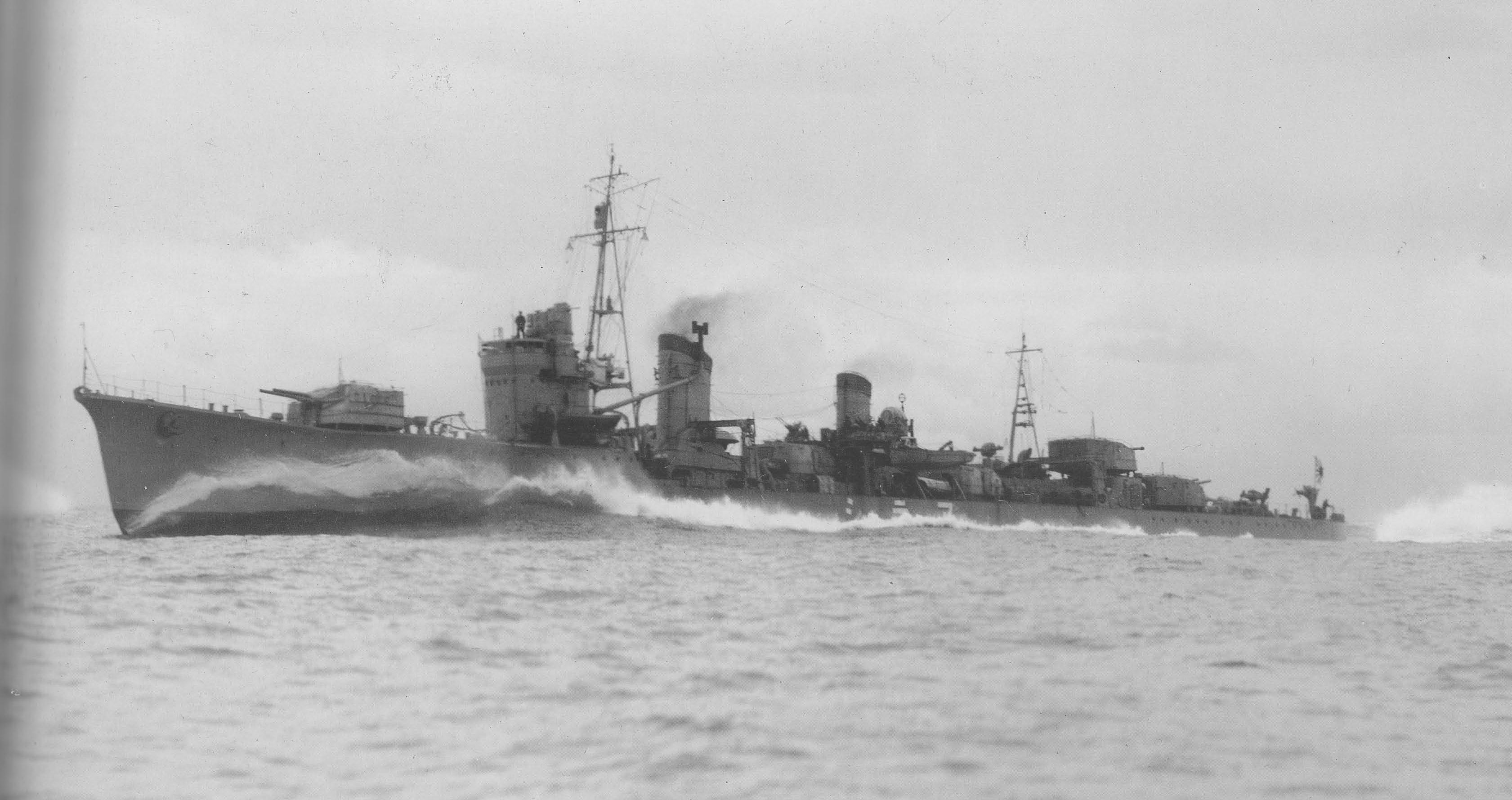
LArashi: si possono notare la compattezza delle strutture di bordo e alcune delle armi della classe

I cacciatorpediniere tipo Kagero presentavano una lunghezza tra le perpendicolari di 111 metri, alla linea di galleggiamento di 116,2 metri e una lunghezza fuori tutto di 118,41 metri. La larghezza massima dello scafo ammontava a 10,82 metri e il pescaggio era pari a 3,76 metri. Il dislocamento standard era un poco aumentato a 2066 tonnellate e le prove in mare furono condotte con un dislocamento di 2489 tonnellate; a pieno carico la classe arrivava a 2642 tonnellate. All'entrata in servizio l'equipaggio di ogni nave era formato da 240 uomini tra ufficiali, sottufficiali e marinai.
Lo scafo ospitava quattro lance di salvataggio in fasciame sulla destra e a babordo della torre di comando e del fumaiolo anteriore: ciascuna era appesa a un proprio argano. Le alberature consistevano in un albero prodiero tripode, sito dietro la torre di comando, e in un albero di maestra tripode di altezza inferiore, che si elevava dall'alloggiamento dei siluri di ricarica sistemato dietro alla torretta sopraelevata di poppavia. Al centro dello scafo, immediatamente dietro il secondo fumaiolo, era stata inchiavardata una piattaforma circolare ospitante un proiettore da ricerca da 90 cm e un radiogoniometro.

### Impianto propulsivo
L'apparato motore dei Kagero era sostanzialmente identico a quello della classe precedente. Si componeva di tre caldaie Kampon e di due turbine a ingranaggi a vapore Kampon; a queste erano vincolati due alberi motore dotati di elica. Due caldaie erano accoppiate ed erano state sistemate in testa, seguivano la terza caldaia e infine le turbine, affiancate in senso longitudinale allo scafo. I condotti di scarico erano convogliati in due fumaioli, uno anteriore di grandi dimensioni che serviva due caldaie, uno posteriore meno largo e dedicato alla terza. Il modello Kampon in uso era modificato e costruito, ove possibile, con leghe leggere, oltre a beneficiare di un'attenta analisi delle guarnizioni per far sì che bolle d'aria o lubrificanti non si mischiassero con l'acqua; fu così possibile adoperare senza problemi vapore surriscaldato ad alta pressione. Questa serie di interventi si tradussero in una pressione di 426 psi (30 kg/cm²) e in una temperatura di 662° F (350 °C). Ciò permise una potenza totale di 52000 shp e in generale un miglior funzionamento delle componenti; era raggiungibile una velocità massima di 35 nodi o 66,5 km/h. L'impianto era alimentato a olio combustibile, la cui riserva di bordo ammontava a 508 tonnellate, e permetteva di percorrere 5000 miglia nautiche alla velocità di crociera di ben 18 nodi (poco più di 9260 chilometri a 34,2 km/h).
Il solo Amatsukaze fu equipaggiato con caldaie sperimentali capaci di fornire vapore a 390 °C, sviluppando una pressione di 40 kg/cm². Tuttavia non fu riscontrato alcun vero miglioramento nelle prestazioni.

### Armamento
I Kagero ebbero le stesse armi dei predecessori. Sei cannoni Type 3 da 127 mm lunghi ciascuno 50 calibri (L/50) erano distribuiti in tre torrette binate Type C – più precisamente si trattava di tre affusti completamente chiusi, la cui corazzatura era limitata a 3 mm su tutti lati, utile quindi a proteggere solo da intemperie e schegge. Una torre era installata a prua dinanzi alla torre di comando, le altre due erano sovrapposte e si trovavano verso poppa, dietro il secondo apparato lanciasiluri e il relativo magazzino per gli ordigni di scorta. Il cannone Type 3 sparava un proietto pesante 23 chili alla velocità iniziale di 913 m/s, con una gittata massima di oltre 18300 metri; la cadenza di tiro era di un colpo ogni 6-12 secondi. La torretta Type C che ospitava i pezzi era manovrata da un equipaggio di sedici uomini e aveva un alzo compreso tra -7° e +55º: il Type 3 si confermò un'eccellente arma contro bersagli di superficie, sebbene saltuariamente fossero denunciati alcuni problemi di dispersione delle salve. Ciascuna delle tre torrette era servita da un proprio magazzino munizioni sottostante, dove le granate erano preparate e dunque inviate ai serventi mediante un paranco meccanico, permettendo più rapidi tempi di ricarica e un fuoco più sostenuto. Inoltre il modello erano impenetrabile ai gas venefici. Le torri erano equipaggiate con propri dispositivi di visione e, per l'ingaggio di unità nemiche, facevano riferimento ai dati forniti da un telemetro e da un direttore del tiro, installati sulla camera di combattimento dei siluristi (sopra alle sovrastrutture prodiere).

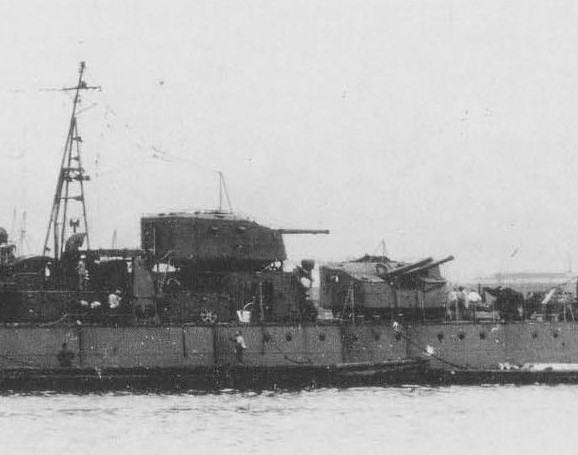
La coppia di torrette Type C a poppavia, ciascuna armata con due cannoni Type 3 da 127 mm

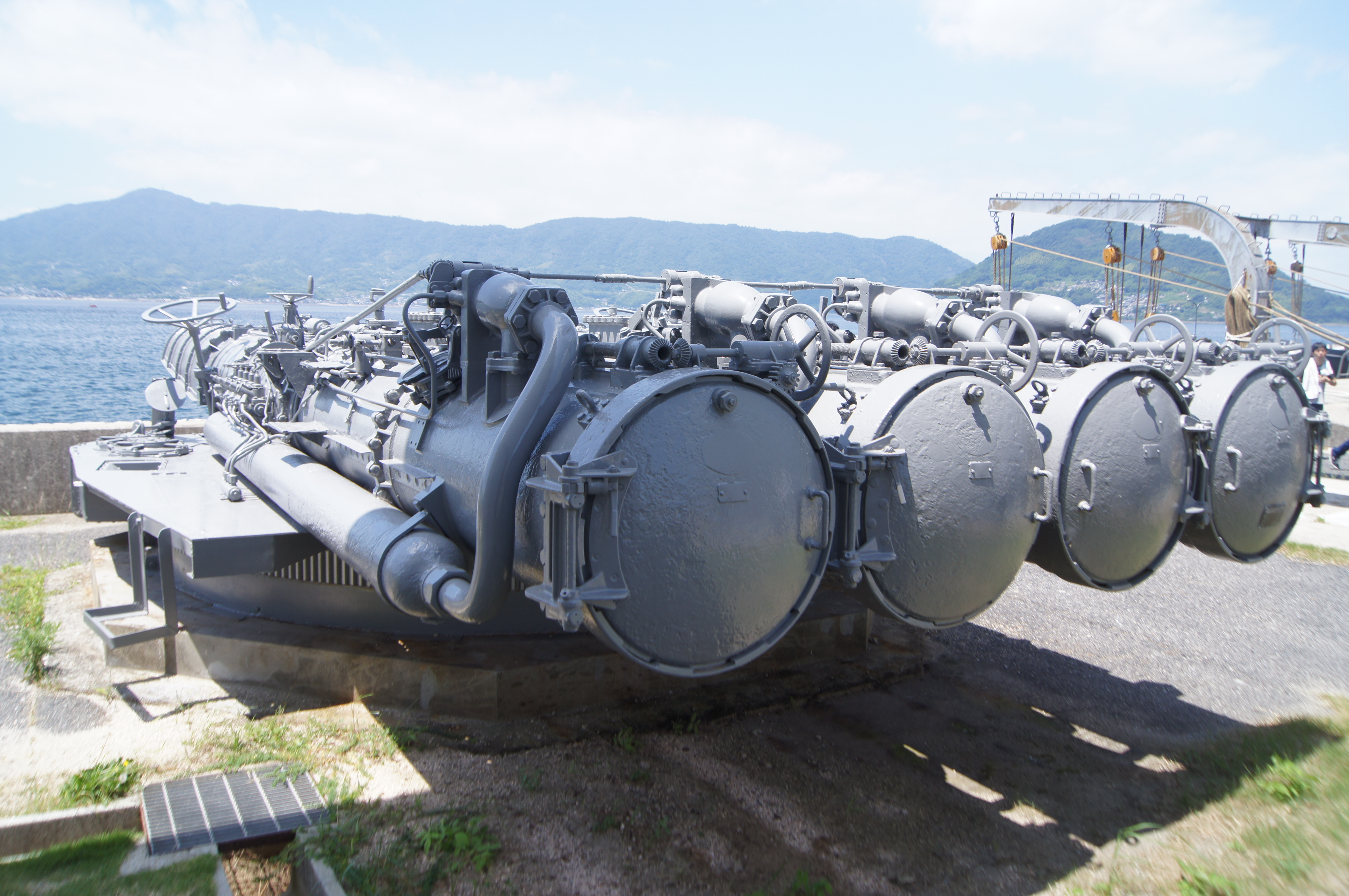
L'impianto Type 92 a quattro tubi, ottimizzato per l'impiego del siluro Type 93: si noti che le due coppie hanno aperture speculari delle culatte

I Kagero mantennero l'impressionante armamento silurante. La classe era equipaggiata con due installazioni quadrinate Type 92 da 610 mm, una tra i fumaioli su un rialzo e una a mezzanave, complete di una ricarica ciascuna per un totale di sedici siluri a bordo. Gli impianti adoperavano il noto Type 93, introdotto con la classe Hatsuharu. Sviluppato nella prima metà degli anni trenta, si trattava di un siluro propulso a ossigeno puro, il che garantiva grande autonomia, notevole spinta e anche una scarsa scia di bolle, molto più evidente se si adoperava l'aria compressa come propellente. Il Type 93 era lungo circa 9 metri e pesava 2700 chili, compresa la testata di guerra da 490 chili di alto esplosivo, di gran lunga maggiore rispetto a quella in uso sul Mark 15 statunitense; poteva essere lanciato alla velocità di 48, 40 o 36 nodi e raggiungere rispettivamente una portata di 20000, 32000 e 40000 metri. Anche in questi casi il Type 93 rivelò di avere un raggio d'azione superiore alle armi americane e, in generale, rimase insuperato sino alla conclusione della seconda guerra mondiale. Gli affusti Type 92 erano scudati, brandeggiabili grazie a motori elettrici incorporati ed erano serviti da un sistema di ricarica rapido, capace di inserire nei tubi nuovi siluri in 17 secondi cadauno. Gli ordigni di riserva erano suddivisi in due compartimenti sul ponte di coperta: uno si trovava tra le torrette di poppavia e l'impianto lanciatore posteriore; l'altro era stato piazzato davanti al lanciatore anteriore. Era, peraltro, l'unica vera differenza visibile a occhio nudo tra i Kagero e gli Asashio. I serventi ai lanciasiluri prendevano ordini da una camera di comando e combattimento costruita sul tetto della plancia, alla quale erano collegati mediante telefono; facevano inoltre riferimento a un telemetro Type 14 da 2 metri, inchiavardato al tetto del magazzino siluri poppiero.
La contraerea era costituita da due coppie di cannoni automatici Type 96 da 25 mm L/60, disposti su altrettante piattaforme sopraelevate ai lati e davanti al secondo fumaiolo. Queste armi erano afflitte da alcuni problemi, quali ad esempio le vibrazioni e le esagerate vampate durante le operazioni di sparo, oppure la necessità di cambiare i poco capienti caricatori; considerata la rapida evoluzione dell'aeronautica militare durante la seconda guerra mondiale, divennero progressivamente sempre più inefficaci. Le armi per la lotta antisommergibile erano concentrate nel giardinetto e, in sostanza, si trattava di sedici bombe di profondità, impiegabili o mediante due lanciatori Type 94 oppure facendole cadere da due pedane poste ai lati del rotondo di poppa. Per localizzare i bersagli subacquei i Kagero continuarono a usare il sonar Type 93, introdotto con gli Asashio, e non si rinunciò a due paramine.

## Costruzione
La classe Kagero fu ordinata in due lotti distinti: quindici esemplari con numero di serie compreso tra 17 e 31 furono concentrati nell'anno fiscale 1937 e nell'omonimo programma di rafforzamento della Marina imperiale; il "gruppo Arashi", designazione informale dal nome della prima unità, ricadde invece nell'anno fiscale 1939 con numeri di serie tra 112 e 115. Il totale risulta essere diciannove e non diciotto, come spesso riportato in passato. Nuove ricerche condotte sulla documentazione giapponese originale hanno infatti svelato che l'Akigumo non era il primo esemplare della successiva classe Yugumo, bensì l'ultima unità tipo Kagero (infatti aveva torrette Type C e non Type D). In questi anni fiscali rientravano gli enormi costi per la segreta classe Yamato e, quale misura di mascheramento, essi erano stati suddivisi ed esplicati come cacciatorpediniere – in realtà le navi del tutto fasulle 32, 33 e 34. Perciò, nell'immediato dopoguerra, personale non qualificato cercò di fare ordine nella criptica documentazione e assegnò l'Akigumo alla classe Yugumo, probabilmente anche per due altre ragioni: la mera assonanza dei nomi e l'integrazione dell'Akigumo, durante le ostilità, nella 10ª Divisione composta da esemplari Yugumo.
Le costruzioni furono commissionate a vari stabilimenti. La ditta Uraga di Tokyo si aggiudicò sei unità e la Fujinagata di Osaka cinque navi; l'arsenale navale di Maizuru si occupò di cinque esemplari, mentre quello a Sasebo di due. Il diciannovesimo cacciatorpediniere andò ai cantieri navali della Kawasaki operanti a Kōbe. Ordini severi furono inoltrati perché la struttura portante dello scafo, gli elementi tensili e le piastre fossero tutti assemblati con la rivettatura, mentre per il resto fu fatto ampio uso della saldatura. Tali disposizioni derivavano dalle lezioni apprese dopo l'incidente della 4ª Flotta, sorpresa da un violento uragano durante l'addestramento: numerose unità presenti erano state appunto costruite con parti saldate anche nei punti più sottoposti a sforzo meccanico e si era sfiorato il disastro.

## Unità
| Nome        | Cantiere           | Impostazione       | Varo              | Completamento                   | Destino finale                                                                                          |
| ----------- | ------------------ | ------------------ | ----------------- | ------------------------------- | --- |
| Shiranui    | Uraga (Tokyo)      | 30 agosto 1937     | 28 giugno 1938    | 20 dicembre 1939                | Affondato il 27 ottobre 1944 da attacco aereo a ovest di Mindoro (12°00′N 122°30′E)                     |
| Kagero      | Maizuru            | 3 settembre 1937   | 27 settembre 1938 | 6 novembre 1939                 | Affondato l'8 maggio 1943 da una mina navale a nord-ovest dell'isola di Rendova (8°08′S 156°55′E)       |
| Kuroshio    | Fujinagata (Osaka) | 31 agosto 1937     | 25 ottobre 1938   | 27 gennaio 1940                 | Affondato l'8 maggio 1943 da una mina navale a nord-ovest dell'isola di Rendova (8°08′S 156°55′E)       |
| Oyashio     | Maizuru            | 29 marzo 1938      | 29 novembre 1938  | 20 agosto 1940                  | Affondato l'8 maggio 1943 da una mina navale a nord-ovest dell'isola di Rendova (8°08′S 156°55′E)       |
| Hatsukaze   | Kawasaki (Kōbe)    | 3 dicembre 1937    | 24 gennaio 1939   | 15 febbraio 1940                | Affondato il 2 novembre 1943 durante la battaglia della baia dell'imperatrice Augusta (6°01′S 153°58′E) |
| Natsushio   | Fujinagata (Osaka) | 9 dicembre 1937    | 23 febbraio 1939  | 31 agosto 1939 o 21 agosto 1940 | Affondato il 9 febbraio 1942 da un sommergibile al largo di Makassar (5°10′S 119°24′E)                  |
| Yukikaze    | Sasebo             | 2 agosto 1938      | 24 marzo 1939     | 20 gennaio 1940                 | Ceduto il 6 luglio 1947 alla Repubblica nazionalista cinese                                             |
| Hayashio    | Uraga (Tokyo)      | 30 giugno 1938     | 19 aprile 1939    | 21 o 31 agosto 1940             | Affondato l'11 novembre 1942 da attacco aereo a est della Nuova Guinea (7°00′S 147°30′E)                |
| Isokaze     | Sasebo             | 25 novembre 1938   | 19 giugno 1939    | 30 novembre 1940                | Affondato il 7 aprile 1945 da attacco aereo durante l'operazione Ten-Go (30°27′36″N 128°55′12″E)        |
| Amatsukaze  | Maizuru            | 14 febbraio 1939   | 19 ottobre 1939   | 26 ottobre 1940                 | Affondato il 6 aprile 1945 da attacco aereo al largo di Amoy (24°30′S 118°10′E)                         |
| Tokitsukaze | Uraga (Tokyo)      | 20 febbraio 1939   | 10 novembre 1939  | 15 dicembre 1940                | Affondato il 3 marzo 1943 durante la battaglia del Mare di Bismarck (7°15′S 148°30′E)                   |
| Urakaze     | Fujinagata (Osaka) | 11 aprile 1939     | 19 aprile 1940    | 15 dicembre 1940                | Affondato il 21 novembre 1944 da un sommergibile nello Stretto di Formosa (26°09′S 121°23′E)            |
| Arashi      | Maizuru            | 4 maggio 1939      | 22 aprile 1940    | 27 gennaio 1941                 | Affondato il 7 agosto 1943 durante la battaglia del Golfo di Vella (7°50′S 156°55′E)                    |
| Hagikaze    | Uraga (Tokyo)      | 23 maggio 1939     | 18 giugno 1940    | 31 marzo 1941                   | Affondato il 7 agosto 1943 durante la battaglia del Golfo di Vella (7°49′S 156°55′E)                    |
| Nowaki      | Maizuru            | 8 novembre 1939    | 17 settembre 1940 | 28 aprile 1941                  | Affondato il 25 ottobre 1944 durante la battaglia di Samar (13°00′N 124°54′E)                           |
| Tanikaze    | Fujinagata (Osaka) | 18 ottobre 1939    | 1º novembre 1940  | 25 aprile 1941                  | Affondato il 9 giugno 1944 da un sommergibile a est di Tawi-Tawi (5°42′N 120°41′E)                      |
| Hamakaze    | Uraga (Tokyo)      | 20 novembre 1939   | 25 novembre 1940  | 30 giugno 1941                  | Affondato il 7 aprile 1945 da attacco aereo durante l'operazione Ten-Go (30°47′N 128°08′E)              |
| Maikaze     | Fujinagata (Osaka) | 22 aprile 1940     | 15 marzo 1941     | 15 luglio 1941                  | Affondato il 17 febbraio 1944 da artiglieria navale al largo di Truk (7°45′N 151°20′E)                  |
| Akigumo     | Uraga (Tokyo)      | 2 o 20 luglio 1940 | 11 aprile 1941    | 27 settembre 1941               | Affondato l'11 aprile 1944 da un sommergibile a sud-est di Zamboanga (6°43′N 122°23′E)                  |

## Modifiche al progetto

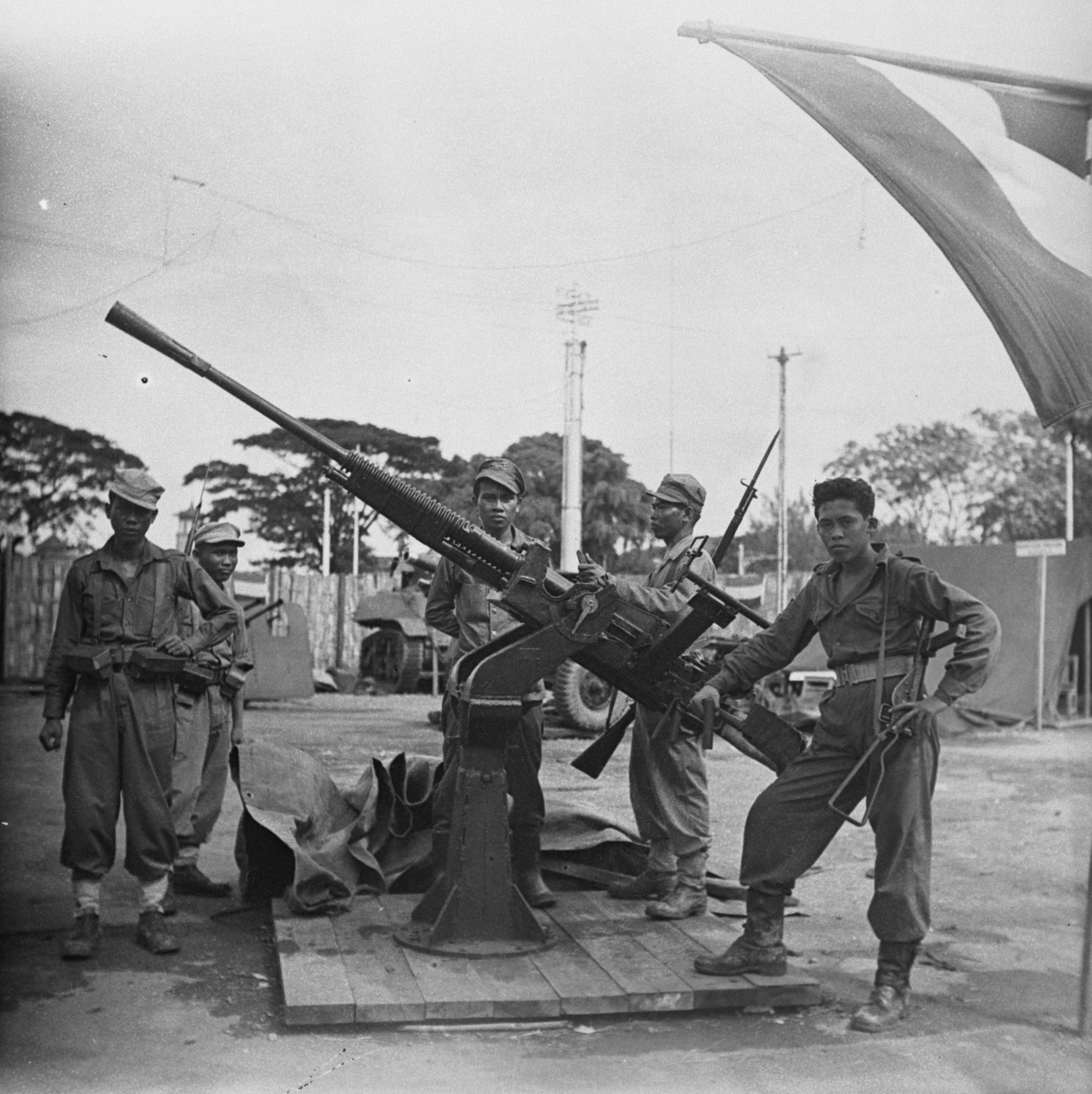
Marzo 1947: militari del KNIL posano con un Type 96 da 25 mm su affusto a candeliere, lasciato in Indonesia dai giapponesi: pezzi forniti in questa configurazione affollarono i ponti dei cacciatorpediniere nipponici dal 1944

Evidenze fotografiche dimostrano che la classe fu progressivamente dotata di cavo di demagnetizzazione fissato lungo il margine superiore di tutta la cintura, per renderla meno vulnerabili alle mine magnetiche; non si conoscono, tuttavia, i tempi precisi di questi interventi, generalmente databili all'inizio degli anni quaranta.

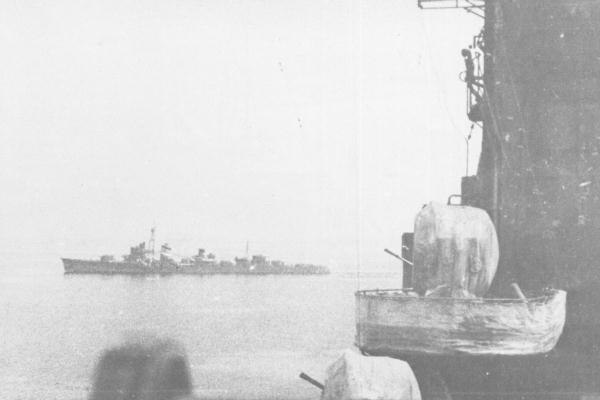
LOyashio ripreso dalla nave da battaglia

Più massicci e documentati i cicli di potenziamento sui due grandi punti deboli della classe (peraltro comuni a quasi tutti i cacciatorpediniere giapponesi), vale a dire l'anemica contraerea e la pochezza degli equipaggiamenti atti a contrastare i sommergibili avversari. A cominciare dall'inizio del 1943 tutti gli esemplari ancora in linea rinunciarono agli impianti binati di cannoni Type 96 per due installazioni triple; una coppia di Type 96 fu invece aggiunta davanti alla torre di comando, su una piattaforma appositamente costruita. Dalla fine del 1943 i Kagero furono privati della torretta sopraelevata con cannoni da 127 mm per fare posto ad altri due complessi tripli di pezzi automatici da 25 mm. Dopo il giugno 1944 le unità superstiti furono equipaggiate con un numero variabile di Type 96 su affusti individuali, ma le fonti sono in questo caso discordanti: una parla esplicitamente solo dell'Isokaze e dell'Hamakaze, con sette pezzi da 25 mm in configurazione singola; aggiunge quindi che lo Yukikaze giunse a possedere quattordici Type 96 singoli e quattro mitragliatrici pesanti Type 93 da 13,2 mm (ognuna su un proprio piedistallo). Un'altra fonte, invece, afferma che «tutti gli esemplari» ancora operativi nel tardo 1944 ebbero la medesima dotazione dello Yukikaze. Riguardo al contrasto ai sommergibili, dalla fine del 1943 furono aggiunti altri due lanciatori e la riserva di bombe di profondità fu accresciuta a trentasei. Furono altresì eliminati i paramine e furono aggiunte due rotaie per meglio maneggiare gli ordigni. Durante la guerra la gran parte degli esemplari aggiunse una blindatura leggera al ponte di comando. In più molti degli oblò furono chiusi saldandovi delle piastre.
La classe non disponeva di nessun tipo di radar all'entrata in servizio, fornito solo nel crogiuolo della guerra nei diversi modelli Type 22 (localizzazione bersagli navali) e Type 13 (ricerca aerea): il primo cacciatorpediniere nipponico in assoluto a ricevere un apparato Type 22 fu l'Hamakaze. La classe ebbe la priorità per i nuovi equipaggiamenti, poiché si trattava di navi da prima linea, e i radar furono aggiunti man mano che gli esemplari rientravano in patria per raddobbo. Solitamente il Type 22 era piazzato su una piattaforma a sua volta saldata all'albero tripode prodiero, opportunamente rafforzato: alla sua base era quindi costruita un piccolo ambiente per gli operatori. Il radar in sé presentava due antenne, aveva un raggio massimo di poco meno di 70 chilometri ed era capace di individuare bersagli grandi come una nave da battaglia fino a 35 chilometri. Tuttavia non era abbastanza accurato per fornire dati sicuri all'artiglieria durante un combattimento. Il radar Type 13 apparve dopo la metà del 1944 sui sette Kagero ancora in servizio, vincolato invece all'albero di maestra, verso poppa. Questo congegno era sostanzialmente formato da una lunga antenna "a pioli", in grado di localizzare un aereo solitario entro 58 chilometri circa e una formazione a 100 chilometri circa dalla nave; il suo raggio massimo arrivava a oltre 170 chilometri.